# Diorchis inflata
Diorchis inflata är en plattmaskart som först beskrevs av Rudolphi 1819.  Diorchis inflata ingår i släktet Diorchis och familjen Hymenolepididae. Inga underarter finns listade i Catalogue of Life.